# Daugai

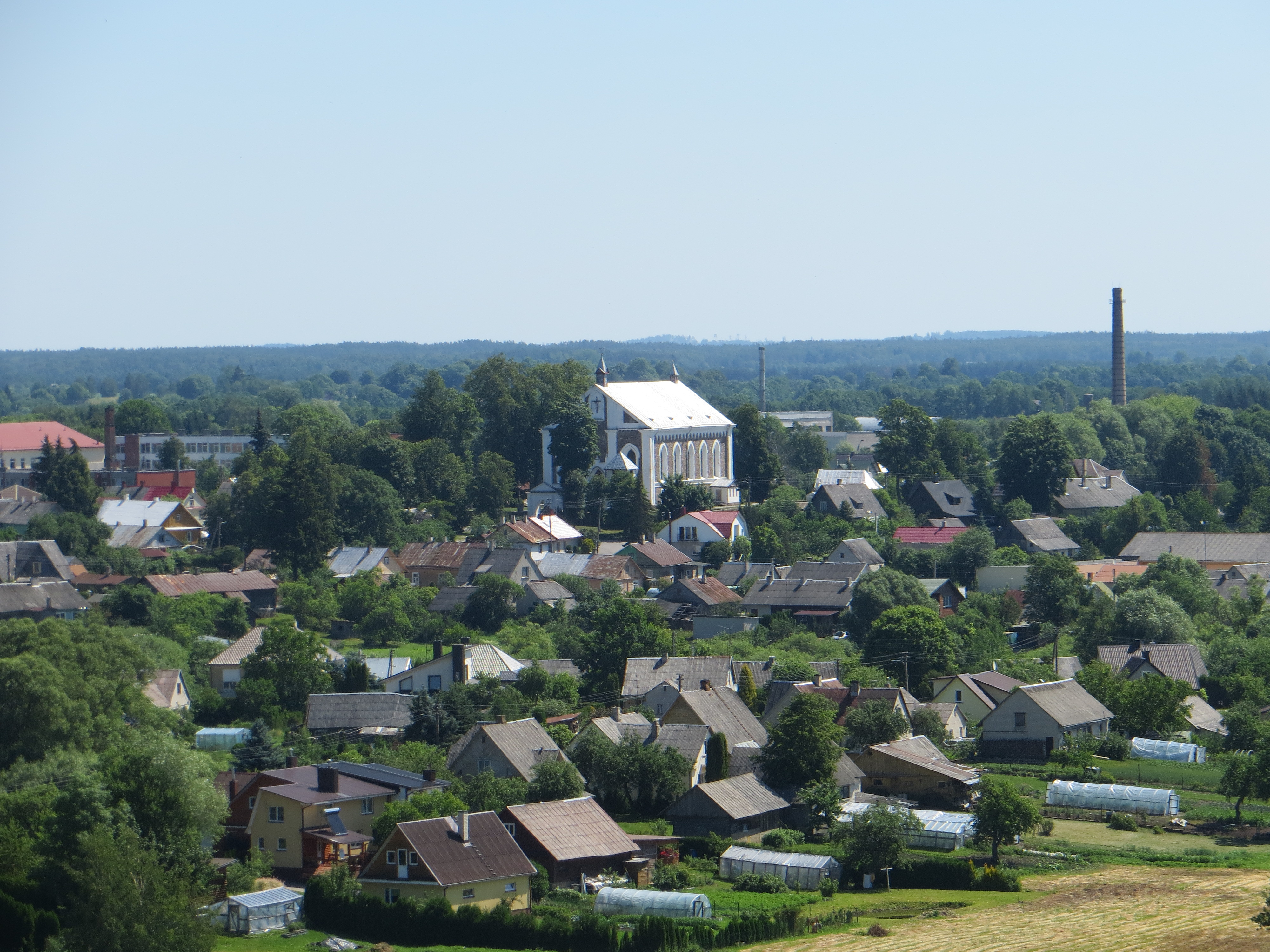
Panorama

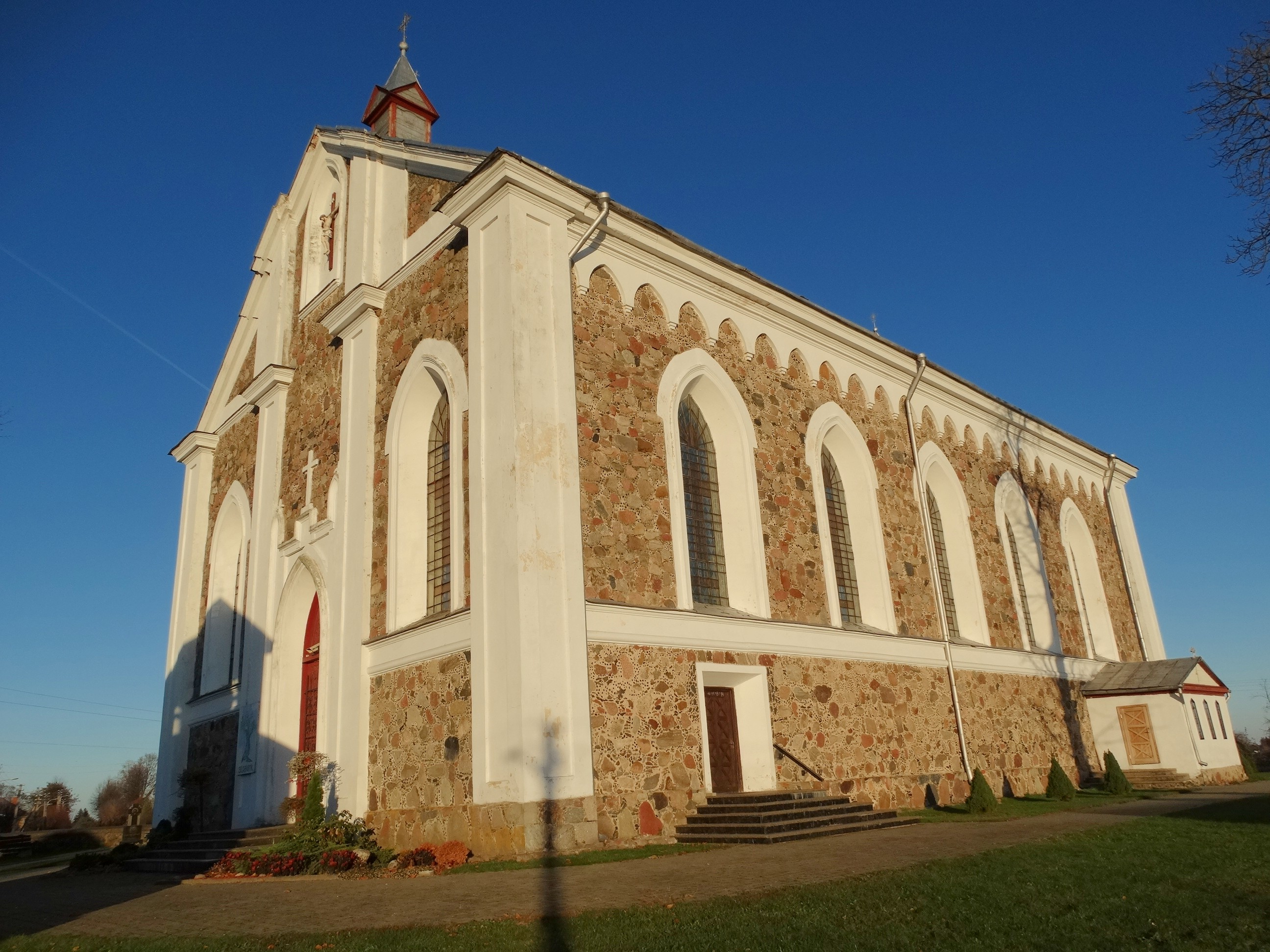
Kirche

Daugai ist eine Stadt in der Rajongemeinde Alytus von Bezirk Alytus, Litauen. Sie ist 22 km östlich vom Bezirkszentrum Alytus und ebenso weit nordwestlich von der Stadt Varėna, 1 km südlich der Fernstraße (Nr. 128) Naujieji Valkininkai–Daugai–Alytus. Sie ist das Zentrum des Amtsbezirks. Der größte Teil der Stadt liegt in Daugai I (Unterbezirk), der kleine Teil liegt in Daugai II. Daugai ist ein urbanistisches Denkmal in Südlitauen. Der Stadtplan ist linear mit markanten rechteckigen Grundrisselementen. Der um 1560 entstandene Mittelteil wurde 1928 erweitert. Ein rechteckiger Grundriss mit rechteckigem Quadrat wurde im 16. Jahrhundert gebildet. 
Der Ort wurde 1384 von Kreuzrittern urkundlich erwähnt und 1503 als Stadt genannt.
Die Häuser sind überwiegend eingeschossig (gebaut in der ersten Hälfte des 20. Jahrhunderts). 1862 baute man eine katholische Kirche. 1929 gründete man die Agrarschule Daugai. 1947 entstand ein Gymnasium.
2021 gab es 1016 Einwohner.